# Futureal
Futureal è il 31° singolo degli Iron Maiden, il secondo estratto dall'album Virtual XI, ed è stato pubblicato alla fine del 1998.

## Il singolo
La cover del disco si mantiene in linea con quella del precedente singolo e ci mostra un Eddie killer futuristico con le stesse sembianze già viste nella copertina dell'album Somewhere in Time e dei singoli da esso estratti. Il brano Futureal, da sempre giudicato come una delle migliori performance della band con Blaze Bayley, fu l'unico brano proveniente da Virtual XI ad essere inserito nella raccolta Edward the Great. Durante il The Ed Hunter Tour è stata eseguita molto frequentemente, e la riproduzione durante i concerti era spesso accompagnata dal pupazzo di Eddie che combatteva con i membri della band.
Completano il singolo i brani The Evil that Men Do e Man on the Edge registrati dal vivo durante il The X FacTour del 1995 e il videoclip di The Angel and the Gambler. È questa l'ultima apparizione di Blaze Bayley con gli Iron Maiden: il cantante lascerà pochi mesi dopo, a causa delle scarse vendite dell'album, per far posto al ritorno di Bruce Dickinson.

## Tracce
1. Futureal  (Harris, Bayley)  - 2:59
2. The Evil that Men Do (Live)  (Harris, Dickinson, Smith)  - 4:20
3. Man on the Edge (Live)  (Gers, Bayley)  - 4:09
4. The Angel and the Gambler (Video)  (Harris)  - 9:51

## Formazione
- Blaze Bayley - voce
- Dave Murray - chitarra
- Janick Gers - chitarra
- Steve Harris - basso
- Nicko McBrain - batteria